# Colletta (diritto)
Il termine viene dal latino conlativum, cioè dalla colletta che nell'antica Roma si faceva per offrire ricchi sacrifici agli dei. 
La colletta era il tributo richiesto al popolo dal sovrano in occasioni particolari (vedi anche adiutorio).
In presenza di eventi speciali, come le nozze della propria figlia o la dichiarazione di guerra a sovrani confinanti, ecc., il principe imponeva  un tributo, generalmente in somma prefissata ed uguale per ogni suddito. Tale somma doveva essere tale che complessivamente fosse  atta a sostenere le maggiori spese alle quali il regnante era sottoposto.
Secondo alcuni autori il termine "colletta" discenderebbe dal latino collatium = dono, offerta, ma non in questo caso. La derivazione latina, che indica dono, quindi la non obbligatorietà del versamento, veniva quindi disattesa dal principe.
Forse è più opportuno fare discendere il termine da pecunia collata = denaro apportato come contribuzione (Cicerone), in cui è più evidente l'obbligatorietà del conferimento.